# Кетовська сільська рада
Кето́вська сільська рада (рос. Кетовский сельский совет) — сільське поселення у складі Кетовського району Курганської області Росії.
Адміністративний центр — село Кетово.
Населення сільського поселення становить 9260 осіб (2017; 7767 у 2010, 7574 у 2002).

## Склад
До складу сільського поселення входять:
| Населений пункт     | Населення, осіб (2002) | Населення, осіб (2010) |
| ------------------- | ---------------------- | ---------------------- |
| Кетово, село        | 7126                   | 7251                   |
| Придорожний, селище | 448                    | 516                    |